# Beriotisia copahuensis
Beriotisia copahuensis är en fjärilsart som beskrevs av Köhler 1967. Beriotisia copahuensis ingår i släktet Beriotisia och familjen nattflyn. Inga underarter finns listade i Catalogue of Life.